# محبة النحاس الكمبنينية
محبة النحاس الكمبنينية (الاسم العلمي: Cupriavidus campinensis) هي نوع من البكتيريا، سلبية الغرام، تتبع جنس محبة النحاس.